# They-sous-Montfort
They-sous-Montfort là một xã ở tỉnh Vosges, vùng Grand Est, Pháp. Xã này có diện tích 10,21 km² dân số năm 1999 là 177 người. Xã này nằm ở khu vực có độ cao từ 330–470 m trên mực nước biển. 
Người dân địa phương danh xưng tiếng Pháp là Thioux.

## Biến động dân số
| 1962                                         | 1968 | 1975 | 1982 | 1990 | 1999 |
| -------------------------------------------- | ---- | ---- | ---- | ---- | ---- |
| 189                                          | 214  | 212  | 188  | 178  | 177  |
| Số liệu từ năm 1962: Dân số không tính trùng |      |      |      |      |      |